# Девід Ваноул
Девід Ваноул (англ. David Vanole, 6 лютого 1963, Редондо-Біч — 15 січня 2007, Солт-Лейк-Сіті) — американський футболіст, що грав на позиції воротаря. По завершенні ігрової кар'єри — тренер.
Виступав, зокрема, за національну збірну США, у складі якої був учасником чемпіонату світу 1990 року.

## Клубна кар'єра
Народився 6 лютого 1963 року в місті Редондо-Біч. Закінчив Середню школу Авіейшн у рідному місті, де займався футболом та чотири рази входив до символічної збірної Всеокеанської ліги. У 1981—1985 грав за команду Каліфорнійського університету Лос-Анджелеса «УКЛА Брюїнз», з якою у 1985 році виграв чемпіонат NCAA, перемігши в овертаймі у фіналі команду «Амерікан Іглз» з Американського університету.
Після закінчення університету в Лос-Анджелесі він грав за команду «Лос-Анджелес Гіт» з Західного футбольного альянсу, після чого у сезоні 1987/88 грав за футбольну команду «Вічіта Вінгз» у Major Indoor Soccer League, а 1988 році — за «Сан-Хосе Ерсквейкс», який також виступав у Західному футбольному альянсі. Того ж року він повернувся до «Лос-Анджелес Гіт». Цього разу відіграв за команду з Лос-Анджелеса наступні два з половиною сезони своєї ігрової кар'єри.
Завершив ігрову кар'єру у команді «Сан-Франциско Бей Блекгоукс», за яку виступав протягом 1991 року, вигравши Американську професіональну футбольну лігу.

## Виступи за збірні
5 лютого 1986 року дебютував в офіційних матчах у складі національної збірної США в грі проти Канади (0:0).
Також Ваноле провів 4 ігри за олімпійську збірну США, включаючи участь у Панамериканських іграх в 1987 році та Олімпійських іграх 1988 року у Сеулі.
30 квітня 1989 року він відбив вирішальний пенальті в компенсований час матчу кваліфікації до чемпіонату світу 1990 року проти Коста-Рики, завдяки чому США змогли перемогти 1:0 і кваліфікуватись у фінальну стадію турніру. Втім на самому чемпіонаті світу 1990 року в Італії Девід наполе не виходив, будучи дублером Тоні Меоли. Натомість на лаві запасних Ваноул сидів, носячи бейсболку з приколотим до неї з прапором США, чим привернув увагу світових ЗМІ.
Загалом протягом кар'єри в національній команді, яка тривала 4 роки, провів у її формі 14 матчів. Також протягом чотирьох років Ваноул виступав за збірну США з футзалу, з якою став бронзовим призером чемпіонату світу з футзалу 1989 року.

## Кар'єра тренера
З 1995 року працював тренером воротарів чоловічої та жіночої команди Каліфорнійського університету Лос-Анджелеса «УКЛА Брюїнз». З 1997 по 1999 рік також працював помічником у молодіжній збірній США U-20.
25 травня 2000 року став тренером воротарів жіночої збірної Сполучених Штатів з футболу, а у 2001—2003 роках був тренером жіночої команди «Вашингтон Фрідом».
2003 року повернувся до чоловічого футболу і працював тренером воротарів «Ді Сі Юнайтед», а з 2004 по 2006 рік на цій же посаді працював у «Нью-Інгленд Революшн» під керівництвом тренера Стіва Нікола.

## Смерть
Раптово помер 15 січня 2007 року на 44-му році життя у місті Солт-Лейк-Сіті. від серцевого нападу: він відпочивав із сім'єю на гірськолижному курорті. У нього залишилися мати, кілька братів і сестер, дружина (Керрі Тетлок, старший директор НБА з питань маркетингу та партнерства) та численні родичі.